# Stella Alpina
La Stella Alpina (SA) és un partit polític democristià i centrista actiu a la Vall d'Aosta. El seu secretari és Rudi Marguerettaz.

## Història
A les eleccions regionals de 2003 va obtenir el 19,8% dels vots, obtenint 7 consellers en una llista que comprenia l'actual Fédération Autonomiste, que s'uniria al projecte de SA i va obtenir 3 consellers.
Inicialment era a l'oposició del govern regional, format per Unió Valldostana i Demòcrates d'Esquerres-Gauche Valdôtaine, però després d'un acord de l'esquerra amb altres grups autonomistes entraren en el govern de majoria, amb Marco Viérin i Leonardo La Torre (qui succeí Piero Ferraris en la cartera d'activitat productiva)
A les legislatives de 2006 formà amb Unió Valldostana i la Fédération Autonomiste la llista Vallée d'Aoste - Autonomie Progrès Fédéralisme que fou derrotada per Autonomia Llibertat Democràcia (llista formada per Demòcrates d'Esquerra - Gauche Valdôtaine, La Margherita, Vallée d'Aoste Vive i altres partits de centreesquerra, reagrupats en la coalició Arcobaleno), i no va escollir cap diputat ni cap senador al col·legi uninominal de la Vall d'Aosta.
A les legislatives de 2008 i a les regionals, la coalició dels tres partits autonomistes es presentà a la llista Stella Alpina - UDC.

## Resultats electorals
| Any  | Vots              | %                 | Escons | +/- |
| ---- | ----------------- | ----------------- | ------ | --- |
| 2003 | 14.817            | 19,83             | 7 / 35 | Nou |
| 2008 | 8.370             | 11,39             | 4 / 35 | 3   |
| 2013 | 8.824             | 12,25             | 5 / 35 | 1   |
| 2018 | Coalició SA-PNV   | Coalició SA-PNV   | 4 / 35 | 1   |
| 2020 | Coalició SA-AV-IV | Coalició SA-AV-IV | 2 / 35 | 2   |